# Midgley (Calderdale)
Midgley – przysiółek w Anglii, w hrabstwie ceremonialnym West Yorkshire, w dystrykcie metropolitalnym Calderdale. Leży 28 km na zachód od miasta Leeds i 277 km na północny zachód od Londynu. W 1931 roku civil parish liczyła 1882 mieszkańców